# Zespół Szkół nr 2 im. Adama Mickiewicza w Ciechanowie
Zespół Szkół nr 2 im. Adama Mickiewicza w Ciechanowie – zespół publicznych szkół ponadpodstawowych, obejmujący obecnie Liceum Ogólnokształcące oraz Technikum.

## Historia szkoły
W roku 1927 przeniesiono z Nasielska do Ciechanowa trzyletnią Koedukacyjną Szkołę Handlową Polskiej Macierzy Szkolnej. Znajdowała się w małym, drewniany budynku przy ul. Kościelnej 15. W latach 1923–1927 liczba uczniów w jednej klasie nie przekroczyła nigdy 14 osób. W czerwcu 1929 roku odbyły się przenosiny do większego budynku przy ul. Płońskiej 3.
W 1929 szkoła liczyła 86 uczniów. Młodzież obowiązywały jednolite mundurki. Stałym elementem stroju zarówno uczniów była noszona na lewym rękawie niebieska tarcza. Stale rosnąca liczba uczniów umożliwiła tworzenie różnych organizacji. W 1928 powstała Spółdzielnia Uczniowska „Merkury”, koło PCK, Szkolna Kasa Oszczędności, Sodalicja Mariańska, dwie drużyny harcerskie : męska i żeńska, dwa hufce przysposobienia wojskowego, chór szkolny oraz orkiestra.
Kolejną siedzibą szkoły był duży murowany budynek przy ul. Sierakowskiego, skąd po roku przeniesiona została na Świętomałgorzacką 275 (później ul. Małgorzacką 15). W roku szkolnym 1936/1937 uruchomiono czteroletnie Gimnazjum Kupieckie. Nie wydano jednak matur, ponieważ wybuchła wojna. Pierwszy po wojnie rok szkolny trwał tylko 3 miesiące. Zajęcia rozpoczęły się 15 marca 1945 w budynku szkoły powszechnej, ponieważ dotychczasowa siedziba przy ul. Małgorzackiej została w czasie walk w styczniu 1945 roku uszkodzona. W pierwszym okresie szkoła była samorządowa i nosiła nazwę Gimnazjum Spółdzielczo-Handlowe Powiatowej Rady Narodowej. Obowiązywało wówczas czesne w gotówce lub w naturze.
W niedzielę, 19 października 1947 roku odbyła się „uroczystość poświęcenia sztandaru Gimnazjum Handlowego Powiatowej Rady Narodowej i otwarcie Liceum Administracyjnego dla Dorosłych PRN w Ciechanowie”. W roku 1948 szkoła została upaństwowiona. W roku 1960 na dyrektora szkoły została powołana jej wieloletnia nauczycielka – Lucyna Rzeszotarska.
12 grudnia 1964 został wymurowany gmach szkolny i internat Technikum Ekonomicznego w Ciechanowie przy ulicy Orylskiej. Otwarcie nowej siedziby nastąpiło 24 listopada 1966. W okresie powojennym szkoła przechodziła różnego rodzaju reorganizacje, uruchamiano nowe kierunki nauczania, likwidowano dawne. W 1977 roku powołano Zespołu Szkół Zawodowych nr 2, obejmujący:
- Liceum Ekonomiczne,
- Policealne Studium Ekonomiczne,
- Liceum Ekonomiczne Zaoczne,
- 4-letnie Technikum Przemysłu Spożywczego,
- Zasadniczą Szkołę Zawodową,
- Państwowe Studium Kulturalno-Oświatowe i Bibliotekarskie;

W roku 1991 powołano II Liceum Ogólnokształcące im. Adama Mickiewicza (4-letnie). W 2002 utworzono szkoły po gimnazjum:
- II Liceum Ogólnokształcące im. Adama Mickiewicza (3-letnie)
- II Liceum Profilowane (3-letnie)
- Technikum nr 2 (4-letnie)
- Zasadniczą Szkołę Zawodową nr 2 (2-letnia)[2].

## Szkoła obecnie
Szkoła została zaliczona w poczet Szkół Stowarzyszonych UNESCO, co pozwala na szeroko rozwiniętą współpracę z zagranicą. Organizuje wymiany międzynarodowe ze szkołami w takich państwach, jak między innymi Niemcy, Ukraina czy Francja.
Od wielu lat szkoła uczestniczy w tradycyjnych, dorocznych spotkaniach nauczycieli i młodzieży wspólnoty Mickiewiczowskiej, organizowanych przez l LO im. Adama Mickiewicza w Olsztynie. W trosce o intelektualny i duchowy rozwój uczniów przygotowywanych jest wiele uroczystości i spotkań z ludźmi kultury i nauki. W historii szkoły zapisali się ludzie tacy jak: Adam Hanuszkiewicz, Janusz Odrowąż-Pieniążek, a przede wszystkim pani Barbara Wachowicz, oddany przyjaciel Szkoły. Dużym wydarzeniem było spotkanie z Romanem Goreckim – potomkiem Adama Mickiewicza.
Zespół Szkół co roku organizuje spotkania ze znanymi poetami pod nazwą „Jesień poezji”, zapewnia spotkania ze specjalistami z fundacji DKMS, którzy pomagają uczniom w zostaniu dawcami szpiku, organizuje wiele wycieczek, konkursów oraz olimpiad, a także dostarcza atrakcji poprzez organizowanie obchodów różnego rodzaju świąt. Szkoła prowadzi także swój oficjalny fanpage na Facebooku, na którym umieszcza aktualności.

## Obecna oferta edukacyjna
II Liceum Ogólnokształcące:
- humanistyczno-prawny,
- językowy,
- biologiczno-chemiczny,
- matematyczno-fizyczny;

Technikum nr 2:
- Technik ekonomista
- Technik żywienia i usług gastronomicznych
- Technik hotelarstwa
- Technik usług kelnerskich z obsługą turystyczno – pokładową
- Technik spedytor
- Technik obsługi turystycznej.

## Dyrektorzy
- Józef Zawadzki
- Józef Syta
- Feliks Borkowski
- Stefan Nestorowicz
- Stanisław Koskowski
- Lucyna Rzeszotarska
- Władysław Kobyliński
- Maria Zielińska
- Alina Żmijewska
- Tomasz Gumulak